# Стів Мейсон
Стів Мейсон (англ. Steve Mason; нар. 29 травня 1988, Оквілл) — канадський хокеїст, що грав на позиції воротаря.

## Ігрова кар'єра
Хокейну кар'єру розпочав 2003 року на юніорському рівні виступами за команду «Оквілл Рейнджерс». На драфті ОХЛ його обрав клуб «Лондон Найтс».
2006 року був обраний на драфті НХЛ під 69-м загальним номером командою «Колумбус Блю-Джекетс».
У сезоні 2007–08 Стів перейшов до іншого клубу ОХЛ «Кітченер Рейнджерс».
У вересні 2008 Мейсон дебютував у складі фарм-клубі «Блю-Джекетс» «Сірак'юс Кранч». 4 листопада його викликали до «Колумбусу» замінити травмованого Паскаля Леклера, а наступного дня дебютував у переможній грі 5–4 проти «Едмонтон Ойлерз». 22 листопада він записав до свого активу перший шатаут в переможній грі 2–0 проти «Атланта Трешерс».
У листопаді 2008 Мейсона визнано найкращим новачком місяця НХЛ. У грудні він вдруге був визнаний найкращим новачком. За підсумками сезону Стів здобув Пам'ятний трофей Колдера. 27 квітня 2009 він був номінований на Трофей Везіни але поступився Тіму Томасу з «Бостон Брюїнс».
Наступні сезони в складі «синіх жакетів» не були такими успішними для воротаря.
3 квітня 2013 Стіва продали до клубу «Філадельфія Флаєрс». 8 квітня Мейсон уклав однорічний контракт. Було припущення, що канадець замінить росіянина Іллю Бризгалова у «Флаєрс». 25 червня 2013 Бризгалова продали до «Флеймс». 12 листопада 2013 Стів записав свій перший шатаут за «Філадельфію» проти «Оттава Сенаторс» 5–0. 18 січня 2014 року Мейсон підписав трирічний контракт з «Флаєрс» на суму $12,3 мільйона доларів.
1 липня 2017, як вільний агент уклав дворічну угоду з «Вінніпег Джетс». Провівши лиша 13 матчів у складі «Джетс» Мейсон завершив ігрову кар'єру. Після чого повернуся до рідного міста, де працює тренером воротарів у команді «Оквілл Рейнджерс».
Загалом провів 478 матчів у НХЛ, включаючи 2 гри плей-оф Кубка Стенлі.

## Нагороди та досягнення
- У складі молодіжної збірної Канади переможець чемпіонату світу — 2007.
- Пам'ятний трофей Колдера — 2009.
- Друга команда всіх зірок НХЛ — 2009.

## Статистика

### Клубні виступи
| Сезон        | Клуб                   | Ліга         | Регулярний сезон | Регулярний сезон | Регулярний сезон | Регулярний сезон | Регулярний сезон | Регулярний сезон | Регулярний сезон | Регулярний сезон | Регулярний сезон | Плей-оф | Плей-оф | Плей-оф | Плей-оф | Плей-оф | Плей-оф | Плей-оф | Плей-оф |
| Сезон        | Клуб                   | Ліга         | І                | В                | П                | Н/OT             | Хв               | ПГ               | ІБГ              | ПГГ              | %ВК              | І       | В       | П       | Хв      | ПГ      | ІБГ     | ПГA     | %ВК     |
| ------------ | ---------------------- | ------------ | ---------------- | ---------------- | ---------------- | ---------------- | ---------------- | ---------------- | ---------------- | ---------------- | ---------------- | ------- | ------- | ------- | ------- | ------- | ------- | ------- | ------- |
| 2003–04      | «Оквілл Рейнджерс»     | ОМХА         | 27               | 22               | 4                | 1                | 1215             | 41               | 5                | 1.58             | —                | —       | —       | —       | —       | —       | —       | —       | —       |
| 2004–05      | «Грімсбі Піч Кінгс»    | Ніагара      | 23               | 16               | 5                | 2                | 1239             | 61               | 2                | 2.96             | —                | —       | —       | —       | —       | —       | —       | —       | —       |
| 2005–06      | «Лондон Найтс»         | ОХЛ          | 12               | 5                | 3                | 0                | 497              | 22               | 0                | 2.66             | .931             | 4       | 0       | 1       | 150     | 7       | 0       | 2.80    | .911    |
| 2005–06      | «Петролія Джетс»       | ЗОХЛ         | 9                | 6                | 3                | 1                | 522              | 22               | 0                | 2.53             | .931             | —       | —       | —       | —       | —       | —       | —       | —       |
| 2006–07      | «Лондон Найтс»         | ОХЛ          | 62               | 45               | 13               | 4                | 3733             | 199              | 2                | 3.20             | .914             | 16      | 9       | 7       | 931     | 54      | 0       | 3.48    | .910    |
| 2007–08      | «Лондон Найтс»         | ОХЛ          | 26               | 19               | 4                | 3                | 1569             | 73               | 2                | 2.79             | .916             | —       | —       | —       | —       | —       | —       | —       | —       |
| 2007–08      | «Кітченер Рейнджерс»   | ОХЛ          | 16               | 13               | 3                | 0                | 961              | 33               | 1                | 2.06             | .915             | 5       | 5       | 0       | 313     | 10      | 1       | 1.92    | .946    |
| 2008–09      | «Сірак'юс Кранч»       | АХЛ          | 3                | 2                | 1                | 0                | 184              | 5                | 0                | 1.63             | .937             | —       | —       | —       | —       | —       | —       | —       | —       |
| 2008–09      | «Колумбус Блю-Джекетс» | НХЛ          | 61               | 33               | 20               | 7                | 3664             | 140              | 10               | 2.29             | .916             | 4       | 0       | 4       | 239     | 17      | 0       | 4.27    | .878    |
| 2009–10      | «Колумбус Блю-Джекетс» | НХЛ          | 58               | 20               | 26               | 9                | 3201             | 163              | 5                | 3.05             | .901             | —       | —       | —       | —       | —       | —       | —       | —       |
| 2010–11      | «Колумбус Блю-Джекетс» | НХЛ          | 54               | 24               | 21               | 7                | 3027             | 153              | 3                | 3.03             | .901             | —       | —       | —       | —       | —       | —       | —       | —       |
| 2011–12      | «Колумбус Блю-Джекетс» | НХЛ          | 46               | 16               | 26               | 3                | 2534             | 143              | 1                | 3.39             | .894             | —       | —       | —       | —       | —       | —       | —       | —       |
| 2012–13      | «Колумбус Блю-Джекетс» | НХЛ          | 13               | 3                | 6                | 1                | 712              | 35               | 0                | 2.95             | .899             | —       | —       | —       | —       | —       | —       | —       | —       |
| 2012–13      | «Філадельфія Флаєрс»   | НХЛ          | 7                | 4                | 2                | 0                | 378              | 12               | 0                | 1.90             | .944             | —       | —       | —       | —       | —       | —       | —       | —       |
| 2013–14      | «Філадельфія Флаєрс»   | НХЛ          | 61               | 33               | 18               | 7                | 3486             | 145              | 4                | 2.50             | .917             | 5       | 2       | 2       | 244     | 8       | 0       | 1.97    | .939    |
| 2014–15      | «Філадельфія Флаєрс»   | НХЛ          | 51               | 18               | 18               | 11               | 2885             | 108              | 3                | 2.25             | .928             | —       | —       | —       | —       | —       | —       | —       | —       |
| 2015–16      | «Філадельфія Флаєрс»   | НХЛ          | 54               | 23               | 19               | 10               | 3150             | 132              | 4                | 2.51             | .918             | 3       | 0       | 3       | 176     | 12      | 0       | 4.09    | .852    |
| 2016–17      | «Філадельфія Флаєрс»   | НХЛ          | 58               | 26               | 21               | 8                | 3225             | 143              | 3                | 2.66             | .908             | —       | —       | —       | —       | —       | —       | —       | —       |
| 2017–18      | «Вінніпег Джетс»       | НХЛ          | 13               | 5                | 6                | 1                | 685              | 37               | 1                | 3.24             | .906             | 1       | 0       | 0       | 20      | 0       | 0       | 0.00    | 1.000   |
| 2017–18      | «Манітоба Мус»         | АХЛ          | 1                | 1                | 0                | 0                | 64               | 4                | 0                | 3.73             | .818             | —       | —       | —       | —       | —       | —       | —       | —       |
| Усього в НХЛ | Усього в НХЛ           | Усього в НХЛ | 476              | 205              | 183              | 64               | 26,947           | 1211             | 34               | 2.70             | .911             | 13      | 2       | 9       | 680     | 37      | 0       | 3.27    | .897    |

### Збірна
| Рік              | Команда          | Турнір           | Місце            | І | В | П | Н | Хв  | ПГ | ІБГ | ПГГ  | %ВК  |
| ---------------- | ---------------- | ---------------- | ---------------- | - | - | - | - | --- | -- | --- | ---- | ---- |
| 2008             | Канада           | МЧС              | 1                | 5 | 5 | 0 | 0 | 303 | 6  | 1   | 1.19 | .951 |
| Молодіжна збірна | Молодіжна збірна | Молодіжна збірна | Молодіжна збірна | 5 | 5 | 0 | 0 | 303 | 6  | 1   | 1.19 | .951 |